# 臨政太子
臨政太子（りんせいたいし、朝鮮語: 임정태자、生没年不詳）は、姜沆が著した『看羊録』に登場する架空の百済王族。倭国の周防に行き、大内氏の祖となった、と主張しているが、この主張に対して松田甲は「奇評を発している」と述べている。

## 考証
松田甲は、「大内氏が百済王の子孫なりといふ事は、もと大内氏より言ひ出したに違い無いが、朝鮮の文献にも多くはそれを然りとして書いてある」として、申叔舟が著した『海東諸国紀』を挙げている。
以上から、朝鮮の人々は、概ね『海東諸国紀』によって大内氏を知り、その後、徳川時代に日本に往復した朝鮮通信使の紀行などでも、『海東諸国紀』と同様の意を書いている。一方、姜沆が著した『看羊録』は他書と趣を異にし、大内氏および毛利氏の関係を説き、これについて奇評を発している。